# Xanthosoma paradoxum
Xanthosoma paradoxum là một loài thực vật có hoa trong họ Ráy (Araceae). Loài này được (Bogner & Mayo) Bogner mô tả khoa học đầu tiên năm 2005.